# Philomeces phrosynoides
Philomeces phrosynoides là một loài bọ cánh cứng trong họ Cerambycidae.